# John Wesley
John Wesley [wezli] (17. června 1703 – 2. března 1791) byl anglický křesťanský teolog, anglikanský kněz a jeden z prvních představitelů metodistického hnutí ve 40. letech 18. století.
Pocházel z tradiční křesťanské rodiny, sám se po studiích na Oxfordské univerzitě stal knězem anglikánské církve. Zde však nenašel uspokojení a osloven moravskými bratry založil metodistické hnutí v Anglii. To se rychle rozšířilo do ostatních anglicky mluvících zemí. Církve vycházející z této tradice dnes sdružuje Světová metodistická konference.

## Klíčové pojmy Wesleyho teologie
- předcházející milost (prevenient grace)
- osobní spasení prostřednictvím víry,
- svědectví Ducha svatého, který přímo dosvědčuje věřícím, že jsou milované Boží děti
- posvěcení (santification), které je pokladem, lat. depositum, svěřeným přímo Bohem.